# Beaumont-Monteux
Beaumont-Monteux település Franciaországban, Drôme megyében. Lakosainak száma 1379 fő (2022. január 1.). Beaumont-Monteux Chanos-Curson, Châteauneuf-sur-Isère, Clérieux, Mercurol-Veaunes, Pont-de-l’Isère és Granges-les-Beaumont községekkel határos.

## Népesség
A település népességének változása:
| Lakosok száma | 582  | 743  | 888  | 990  | 1170 | 1282 | 1317 | 1324 | 1328 | 1379 |
|               | 1968 | 1982 | 1990 | 2006 | 2013 | 2015 | 2017 | 2019 | 2020 | 2022 |